# Tedros Adhanom
Tedros Adhanom Ghebreyesus FRS (Ge'ez አድሓኖም ገብረኢየሱስ), é um biólogo e acadêmico etíope e autoridade mundial em saúde pública. É pesquisador da malária reconhecido internacionalmente e doutor em saúde comunitária, é o diretor-geral da Organização Mundial da Saúde (OMS) desde 2017. Serviu ao governo da Etiópia como Ministro da Saúde entre 2005 e 2012, e como Ministro de Relações Exteriores entre 2012 e 2016.
Graduou-se em Biologia pela Universidade de Asmara em 1986, e logo em seguida já ingressou no Ministério da Saúde. Em 1992, obteve o grau de Mestre em Imunologia de Doenças Infecciosas pela Universidade de Londres, e, em 2000, obteve um Ph.D em Saúde Pública pela Universidade de Nottingham. Pesquisador da malária reconhecido internacionalmente, como ministro da saúde, recebeu elogios por uma série de reformas inovadoras e abrangentes no sistema que melhoraram substancialmente o acesso a serviços de saúde. Entre elas estavam a contratação e treinamento de aproximadamente 40.000 trabalhadores, diminuindo a mortalidade infantil de 123 por mil nascidos vivos em 2006 para 88 em 2011, e aumentando a contratação de médicos e parteiras. Em julho de 2009, foi eleito Presidente do Conselho global de combate à AIDS, tuberculose e malária por um período de 2 anos.
Tedros foi eleito diretor-geral da OMS pela Assembleia Mundial da Saúde em 23 de maio de 2017. Assumiu o cargo por um mandato de cinco anos em 1 de julho de 2017.

## Vida pessoal
Tedros é casado e tem 5 filhos. Ele é um cristão ortodoxo etíope.

### Guerra do Tigré
Tedros tem sido um crítico do conflito que emergiu na Etiópia em 2020, quando o governo central etiope, juntamente com forças militares da Eritreia, iniciaram uma ofensiva contra a região do Tigré, da qual é originário. Em razão de sua denúncia da ofensiva, e promoção dos acordos de paz, ele tem sido acusado pelo governo da Etiópia de apoiar os 'rebeldes', e fornecer armas às forças tigrescas.
Em 15 de dezembro de 2022, Tedros declarou que seu tio havia sido assassinado por forças da Eritreia, que mantém uma ofensiva contra o Tigré apesar do acordo de paz com o governo etíope. Ele falou do caso no fim de uma conferência sobre a pandemia de COVID-19 em Genebra, que quase foi cancelada por seu estado de espírito após receber a notícia. Um primo seu também havia sido assassinado ano passado, num ataque à uma igreja.

## Juventude e Educação
Tedros nasceu em Asmara, Etiópia, filho de Adhanom Gebreyesus e Melashu Weldegabir. Sua família é originária do Enderta awrajja de Tigré. Tedros lembrou que quando criança tinha muita consciência do sofrimento e da morte causados pela malária. Seu irmão mais novo morreu aos três ou quatro anos de idade, possivelmente de uma doença evitável como o sarampo, que Tedros frequentemente discute como uma experiência pessoal definidora em relação à necessidade de cuidados de saúde globais.
Em 1986, Tedros recebeu o título de Bacharel em Biologia pela Universidade de Asmara. Ele estudou na London School of Hygiene & Tropical Medicine e recebeu o título de Mestre em Ciências em imunologia de doenças infecciosas pela Universidade de Londres em 1992. Em 2000, ele obteve um Doutor em Filosofia em Saúde Comunitária pela Universidade de Nottingham pela pesquisa sobre os efeitos das barragens na transmissão da malária na região de Tigré.

## Início da Carreira
Em 1986, após a sua primeira licenciatura, Tedros ingressou no Ministério da Saúde da Etiópia como especialista júnior em saúde pública.
Tedros juntou-se à Frente de Libertação do Povo Tigray. Em 2001, Tedros foi nomeado chefe do Departamento Regional de Saúde de Tigray. Em 2003, foi nomeado Ministro de Estado (vice-ministro) da Saúde, cargo que ocupou durante pouco mais de um ano.

## Política etíope

### Ministro da Saúde da Etiópia (2005–2012)
Em outubro de 2005, Tedros foi nomeado Ministro da Saúde da Etiópia pelo Primeiro Ministro Meles Zenawi da Frente de Libertação do Povo Tigray. Nesta altura, o ministério da saúde etíope enfrentou desafios que incluíam pobreza, infra-estruturas precárias e uma situação económica global em declínio; A Etiópia empregava menos médicos do que o número de médicos etíopes que trabalhavam na área metropolitana de Chicago. Uma revisão publicada na Global Health Governance considerou significativo o progresso nos indicadores de saúde durante este período. As actividades do Ministério da Saúde de 2005 a 2008 foram apoiadas por 1,9 mil milhões de dólares em ajuda ao desenvolvimento, maior enfoque nas ligações entre sistemas de saúde comunitários e centralizados e atenção menos exclusiva ao VIH/SIDA e à malária. Tedros concebeu a estratégia de reforma de "inundação" da força de trabalho da saúde que resultou na formação e destacamento de milhares de médicos, enfermeiros, farmacêuticos, técnicos de laboratório e agentes de saúde. Este programa incluiu a construção de 4.000 centros de saúde, formou e destacou mais de 30.000 extensionistas de saúde e desenvolveu um novo quadro de profissionais de gestão hospitalar como parte de um Programa de Extensão de Saúde (HEP). Uma Pesquisa Demográfica e de Saúde de 2011 sugere que esses esforços reduziram a mortalidade infantil na Etiópia de 123 mortes por 1.000 nascidos vivos em 2006 para 88 em 2011.
Como Ministro da Saúde, Tedros formou relacionamentos com figuras e organizações, incluindo o ex-presidente americano Bill Clinton, sua Fundação Clinton e a Fundação Bill & Melinda Gates. Em 2010, o Departamento de Estado dos EUA nomeou a Etiópia como um dos países da Iniciativa Global de Saúde Plus dos EUA, proporcionando ao país maior acesso a recursos para projectos de saúde pública.

#### Iniciativas globais de saúde
Durante o seu tempo como Ministro da Saúde da Etiópia, Tedros foi muito activo em iniciativas globais de saúde. A Etiópia foi o primeiro país a assinar um pacto com a Parceria Internacional para a Saúde. Foi presidente da Parceria Fazer Recuar a Malária (2007–2009), membro do Conselho de Coordenação do Programa da ONUSIDA de 2009 a 2010 e do Fundo Global de Combate à AIDS, Tuberculose e Malária de 2009 a 2011 e co-presidente da Parceria para Saúde Materna, Neonatal e Infantil (2005–2009). Ele também atuou como membro do Conselho da Aliança Global para Vacinas e Imunização (GAVI), bem como do Instituto de Métricas e Avaliação de Saúde (IHME) e do Conselho de Coordenação da Parceria Stop TB. Ele também foi membro de vários grupos de reflexão acadêmicos e globais sobre saúde, incluindo o Aspen Institute e a Harvard School of Public Health.[carece de fontes?] Ele atuou como vice-presidente da 60ª Assembleia Mundial da Saúde, realizada de 14 a 23 de maio de 2007. De 2008 a 2009, ele foi membro do Grupo de Trabalho de Alto Nível sobre Financiamento Internacional Inovador para Sistemas de Saúde, co-presidido por Gordon Brown e Robert Zoellick.

#### O Fundo Global de Combate à AIDS, Tuberculose e Malária
Em Julho de 2009, Tedros foi eleito presidente do Conselho do Fundo Global de Combate à SIDA, Tuberculose e Malária para um mandato de dois anos. Num perfil publicado em Abril de 2010, The Lancet relatou que Tedros era "um nome familiar no Secretariado do Fundo Global" antes da sua eleição como presidente do conselho, onde a sua liderança era regularmente citada no Fundo Global, o que resultou na nomeação da Etiópia como um país exemplar de alto desempenho.

#### Saúde materno-infantil
Tedros supervisionou um programa que introduziu 30.000 extensionistas de saúde, focado na redução da mortalidade materna e infantil.
A taxa de mortalidade infantil caiu 30 por cento entre 2005 e 2011. A mortalidade infantil diminuiu 23 por cento, de 77 para 59 mortes por 1.000 nascimentos, enquanto a mortalidade de menores de cinco anos diminuiu 28 por cento, de 123 para 88 por 1.000 nascimentos. O número de grávidas que deram à luz com a ajuda de um prestador de cuidados qualificado aumentou de 6 por cento em 2005 para 10 por cento em 2011, de acordo com o Inquérito Demográfico e de Saúde da Etiópia de 2011.

#### Tuberculose
Durante o mandato de Tedros como Ministro da Saúde, os serviços de prevenção e tratamento da tuberculose foram incluídos como um dos pacotes dos extensionistas de saúde, o que resultou em melhorias no desempenho e na consecução dos Objectivos de Desenvolvimento do Milénio (ODM) da tuberculose antes da data prevista.[carece de fontes?]

#### Malária
As mortes por malária caíram mais de 50% entre 2005 e 2007. A taxa de novas internações por malária caiu 54% no país durante o mesmo período, enquanto o número de casos de malária infantil notificados em clínicas caiu 60%. O Ministério da Saúde conduziu a distribuição de 20,5 milhões de mosquiteiros tratados com insecticida para proteger mais de 10 milhões de famílias em áreas propensas à malária entre 2005 e 2008.
De acordo com o escritório da OMS para África (OMS-AFRO), em 2011, quando Tedros era ministro da saúde, 75% das terras e 60% da população estavam expostas à malária na Etiópia, embora as internações e mortes por malária tenham diminuído marginalmente nos últimos anos.[carece de fontes?]
A Diretriz Nacional sobre Malária (3ª Edição) preparada pelo Ministério da Saúde da Etiópia em 2012, antes da saída de Tedros para o Ministério das Relações Exteriores, afirma que “52 milhões de pessoas (68%) vivem em áreas de risco de malária”. O documento também afirma: "A Etiópia é um dos países mais propensos à malária em África, com taxas de morbilidade e mortalidade a aumentar dramaticamente (ou seja, 3,5 vezes) durante as epidemias" e alega graves falhas políticas do Governo do qual Tedros era Ministro. da Saúde até 2013. Argumenta que "a Etiópia enfrenta muitos desafios relacionados com os recursos humanos para os cuidados de saúde, incluindo a escassez de profissionais de saúde qualificados, a elevada rotatividade e a falta de retenção de profissionais de saúde." Além destes desafios, a Directriz Nacional contra a Malária salienta “sérios problemas na coordenação das intervenções de saúde e nos parceiros de implementação”.[carece de fontes?]

#### AIDS
Sob Tedros, o Ministério da Saúde conseguiu reverter o recorde da Etiópia de maior número de novas infecções por VIH em África, reduzindo drasticamente o número. A prevalência foi reduzida do seu recorde de dois dígitos para 4,2 nas cidades e 0,6 nas áreas rurais. De acordo com o Gabinete de Prevenção e Controlo do VIH/SIDA (HAPCO), a taxa de infecção pelo VIH na Etiópia diminuiu 90% entre 2002 e 2012, enquanto as mortes relacionadas com a SIDA diminuíram 53%. O número de pessoas que iniciaram o tratamento para o VIH aumentou mais de 150 vezes durante 2005–2008.
A diminuição da taxa de infecção foi atribuída ao esforço concertado do Ministério da Saúde no fornecimento de medicamentos e na organização de vários programas de sensibilização. O gabinete conseguiu integrar as pessoas nas actividades de prevenção e controlo do VIH. A vasta gama de campanhas nos meios de comunicação social para informar o público sobre a doença ajudou a conseguir mudanças comportamentais. As medidas de prevenção, como o uso de preservativos, aumentaram acentuadamente com o aumento da consciencialização sobre a doença e a publicidade a incentivar práticas sexuais seguras e o uso de preservativos. A colaboração do governo com organizações governamentais e não-governamentais locais e internacionais também influenciou positivamente o acesso aos centros de serviços relacionados com o VIH/SIDA.

#### Planejamento familiar
Durante o mandato de Tedros, a necessidade não satisfeita de planeamento familiar na Etiópia diminuiu e a taxa de prevalência de contraceptivos duplicou em cinco anos. As taxas de prevalência de contraceptivos atingiram 65% em 2015, atingindo mais 6,2 milhões de mulheres e raparigas adolescentes. Reconhecendo que a criação precoce dos filhos é um factor importante na mortalidade infantil, o Ministério da Saúde direccionou os seus esforços para as raparigas adolescentes (15 a 19 anos) que têm as maiores necessidades não satisfeitas de planeamento familiar.

### Ministro das Relações Exteriores da Etiópia (2012–2016)
Em novembro de 2012, Tedros tornou-se Ministro das Relações Exteriores da Etiópia. Ele ocupou este cargo até 2016, como parte da remodelação do gabinete de Hailemariam Desalegn, depois de ter sido aprovado pela EPRDF como líder do partido (e, portanto, primeiro-ministro).

#### Conferência sobre Financiamento para o Desenvolvimento (FfD3)
Tedros foi fundamental para o sucesso da Terceira Conferência Internacional para o Financiamento do Desenvolvimento, que foi realizada em Adis Abeba, Etiópia, de 13 a 16 de julho de 2015. Ele foi responsável pela organização do documento da Agenda de Ação de Adis Abeba (AAAA) em que os países participantes se comprometeram a financiar para os Objectivos de Desenvolvimento Sustentável. Ele desempenhou um papel fundamental em salvar o Fórum do colapso, aproximando posições polarizadas.
O documento final, a Agenda de Acção de Adis Abeba (AAAA), define acções políticas dos Estados-Membros, que recorrem a todas as fontes de financiamento, tecnologia, inovação, comércio e dados para apoiar a implementação dos Objectivos de Desenvolvimento Sustentável. A Conferência foi criticada por alguns observadores por não ter conseguido arranjar dinheiro novo para a implementação dos ODS enquanto um relatório de acompanhamento de Abril de 2016 do Fórum do Conselho Económico e Social foi muito mais optimista e forneceu o quadro para monitorar os compromissos. Tedros serviu como membro da Força-Tarefa de Alto Nível para financiamento inovador para Sistemas de Saúde, presidida pelo ex-presidente do Banco Mundial e primeiro-ministro do Reino Unido, Gordon Brown.

#### Agenda 2063 da União Africana
Como Presidente do Conselho Executivo da União Africana em 2014, Tedros destacou a necessidade de uma mudança de paradigma na governação e no desenvolvimento político e socioeconómico de África para concretizar as agendas de longo prazo do continente. Enfatizou a necessidade de África se concentrar em questões de emancipação económica, paz e estabilidade, aceleração do rápido crescimento económico, governação e democratização. Durante o seu mandato, a UA adoptou o seu Primeiro Plano Decenal de Implementação da Agenda 2063 – um roteiro para alcançar uma África próspera baseada no crescimento inclusivo e no crescimento sustentável, que colocou a saúde como a sua peça central. também ajudou a alcançar o acordo entre o Governo Federal da Somália e os atores políticos de Jubaland, que desempenhou um papel na melhoria da prestação de serviços de saúde e na proteção da segurança dos cidadãos somalis.[carece de fontes?]

#### Crises de Ebola na África Ocidental
Como Ministro dos Negócios Estrangeiros, Tedros desempenhou um papel de liderança fundamental na resposta da União Africana à epidemia do vírus Ébola na África Ocidental de 2013–2016. Facilitou particularmente uma maior apropriação pelos países e instou os países a aderirem às directrizes da OMS, incluindo a plena implementação do Regulamento Sanitário Internacional.[carece de fontes?] Ele também defendeu que a crise do Ebola oferece uma oportunidade única para fortalecer os cuidados de saúde primários e destacar a importância da saúde como uma questão crítica de segurança. Numa entrevista que conduziu à Devex em Novembro de 2014, Tedros discute o que o “decepcionou” na resposta global ao Ébola, a importância da solidariedade na superação do surto e como o vírus mortal se transformou numa crise para além da saúde. Ele também mobilizou prontamente 200 profissionais de saúde etíopes altamente treinados na gestão de emergências de saúde pública e vigilância (através de uma iniciativa que criou quando era Ministro da Saúde) para se juntarem à equipa de resposta da União Africana.

#### Controvérsia da Barragem Hidase
Em maio de 2013, a controvérsia intensificou-se sobre a barragem Hidase, em construção, em Benishangul-Gumuz, perto do Sudão, quando a Etiópia começou a desviar o Nilo Azul para a construção da barragem. Nessa altura, a barragem estava mais de 22 por cento concluída e esperava-se que produzisse 6.000 megawatts, tornando-a a maior central hidroeléctrica de África. Previa-se que a barragem tivesse um reservatório de cerca de 70 mil milhões de metros cúbicos, cujo enchimento estava previsto para 2014. O Egipto, a Etiópia e o Sudão criaram um Painel Internacional de Peritos para rever e avaliar os relatórios dos estudos sobre a barragem. O painel era composto por 10 membros; 6 dos três países e 4 internacionais nas áreas de recursos hídricos e modelagem hidrológica, engenharia de barragens, socioeconômica e ambiental. O painel realizou a sua quarta reunião em Adis Abeba, em Novembro de 2012. Analisou documentos sobre o impacto ambiental da barragem e visitou o local da barragem. O painel apresentou o seu relatório preliminar aos respectivos governos no final de Maio de 2013. Embora o relatório completo não tenha sido tornado público, e não o será até que seja revisto pelos governos, o Egipto e a Etiópia divulgaram detalhes. O governo etíope afirmou que, segundo o relatório, a barragem cumpre os padrões internacionais e será benéfica para o Egipto, o Sudão e a Etiópia. Segundo o governo egípcio, o relatório concluiu que as dimensões e o tamanho da barragem deveriam ser alterados.
Em 3 de junho de 2013, enquanto discutiam o relatório do Painel Internacional de Peritos com o Presidente Mohammad Morsi, os líderes políticos egípcios sugeriram métodos para destruir a barragem, incluindo o apoio aos rebeldes antigovernamentais. A discussão foi transmitida ao vivo pela televisão, sem que os presentes na reunião soubessem. A Etiópia solicitou que o Embaixador Egípcio explicasse a reunião. O principal assessor de Morsi pediu desculpas pelo "constrangimento não intencional" e seu gabinete divulgou uma declaração promovendo "boa vizinhança, respeito mútuo e a busca de interesses comuns sem que nenhuma das partes prejudique a outra". Morsi supostamente acredita que é melhor envolver a Etiópia em vez de tentar forçá-la. No entanto, em 10 de junho de 2013, ele disse que "todas as opções estão abertas" porque "a segurança hídrica do Egito não pode ser violada de forma alguma", esclarecendo que "não estava pedindo a guerra", mas que não permitiria que a água do Egito fosse abastecimento estará em perigo. Tedros disse que a barragem será usada exclusivamente para geração de energia e está sendo construída de forma a levar em conta as preocupações de segurança hídrica do Egito. Em 18 de junho, Tedros e o Ministro das Relações Exteriores egípcio, Mohamed Kamel Amr, emitiram uma declaração conjunta reiterando "seu compromisso de fortalecer suas relações bilaterais e coordenar seus esforços para chegar a um entendimento sobre todas as questões pendentes entre os dois países, de uma forma de confiança e abertura com base na evolução positiva das suas relações." Ambos concordaram em rever o relatório do Painel Internacional de Peritos e implementar as suas recomendações, trabalhando para acalmar as tensões e aliviar a crise.

## Diretor-Geral da Organização Mundial da Saúde (2017-presente)

### Primeiro mandato (2017–2022)

#### Campanha eleitoral
Em 24 de maio de 2016, à margem da 69ª Assembleia Mundial da Saúde, Tedros anunciou oficialmente a sua candidatura ao cargo de diretor-geral da Organização Mundial da Saúde como o único candidato africano, com o endosso da União Africana e dos Ministros da Saúde do continente. O seu lançamento oficial da candidatura em Genebra contou com a presença da presidente da Comissão da União Africana, Nkosazana Dlamini-Zuma, dos Ministros dos Negócios Estrangeiros do Ruanda e do Quénia, e do Ministro da Saúde da Argélia. Durante o lançamento, foi enfatizado que a nomeação de Tedros foi baseada no mérito e nas suas prolíficas credenciais nacionais e globais. O slogan de sua campanha era “Juntos por um mundo mais saudável”. Seu presidente de campanha foi Senait Fisseha, advogado etio-americano e professor de ginecologia e obstetrícia da Universidade de Michigan. Durante este período, foi também Diretora de Programas Internacionais da Fundação Susan Thompson Buffett, cargo que ocupa desde 2015 para promover a saúde das mulheres e os direitos reprodutivos a nível mundial. Mais tarde, ela liderou sua equipe de transição. Negash Kebret Botora, embaixador da Etiópia na ONU e em organizações internacionais em Genebra, também desempenhou um papel crítico na campanha, a qual foi apoiada em parte por um fundo criado pelos países da África Oriental. Tedros também contratou a Mercury Public Affairs, uma empresa de lobby com sede nos EUA, para ajudá-lo em sua candidatura.
Durante a sua 140ª reunião, em janeiro de 2017, o conselho executivo da OMS selecionou Tedros como o principal candidato entre seis candidatos através de duas rondas de votação secreta. Ele obteve o maior número de votos em ambos os turnos.[carece de fontes?] Tedros "foi apoiado por um bloco de países africanos e asiáticos, incluindo a China, que tem influência considerável sobre esses membros", enquanto "os EUA, Reino Unido e Canadá, emprestaram seu apoio ao médico britânico David Nabarro", um observador classificou-a como uma eleição “realmente desagradável”.
Tedros foi eleito Diretor-Geral da Organização Mundial da Saúde pela Assembleia Mundial da Saúde em 23 de maio de 2017, tornando-se o primeiro diretor-geral que não é médico, com esmagadores 133 votos em 185. Ele se tornou o primeiro africano a liderar a OMS, bem como o primeiro Diretor-Geral eleito em uma votação aberta a todos os Estados-Membros. Ele assumiu o cargo para um mandato de cinco anos em 1º de julho de 2017.
Em maio de 2017, pouco antes da eleição da OMS, surgiram histórias sobre um alegado encobrimento de três possíveis epidemias de cólera na Etiópia em 2006, 2009 e 2011. Os surtos foram alegadamente rotulados erroneamente como "diarreia aquosa aguda" (AWD) - uma sintoma de cólera – na ausência de confirmação laboratorial de Vibrio cholerae, numa tentativa de minimizar a importância das epidemias. Funcionários da ONU disseram que mais ajuda e vacinas poderiam ter sido entregues à Etiópia se os surtos tivessem sido confirmados como cólera. As alegações foram feitas por Larry Gostin, um professor de direito americano que atuava como conselheiro do candidato rival David Nabarro, do Reino Unido, e foram relatadas no The New York Times. A delegação da União Africana na ONU rejeitou o relatório como "uma campanha de difamação infundada e não verificada, convenientemente divulgada apenas alguns dias antes das eleições". Tedros negou a alegação de encobrimento e disse que "não ficou nem um pouco surpreso, mas bastante desapontado" com o que chamou de "campanha difamatória de última hora". Quando Tedros foi nomeado o novo Diretor-Geral da OMS, membros da comunidade Amhara da Etiópia afetados pelo alegado encobrimento protestaram em frente à sede da OMS em Genebra.
A candidatura de Tedros a diretor-geral da OMS foi vigorosamente contestada por vários partidos etíopes, devido à sua anterior adesão à Frente de Libertação do Povo Tigray.

#### No escritório
Tedros supervisionou a gestão da epidemia de Ebola em Kivu pela OMS. Ele fez as primeiras viagens à República Democrática do Congo e à China durante a epidemia de Ebola em Kivu.
Tedros identificou a cobertura universal de saúde como a sua principal prioridade na OMS. Ele fez campanha sobre o assunto e reiterou esse foco em seu primeiro discurso como Diretor-Geral e durante a 72ª Sessão da Assembleia Geral da ONU. Em outubro de 2017, ele anunciou sua equipe de liderança sênior, com mulheres representando 60% das nomeações. Embora Tedros tenha recebido elogios por seu compromisso com a igualdade de gênero, ele também recebeu críticas por falta de transparência. Nomeou Tereza Kasaeva, do Ministério da Saúde da Rússia, para liderar o Programa Global de Tuberculose da OMS, sem solicitar a contribuição da sociedade civil; dias antes da nomeação, organizações da sociedade civil publicaram uma carta aberta pedindo um processo aberto e competitivo para identificar o novo diretor do Programa.
Em 18 de Outubro de 2017, Tedros anunciou que tinha escolhido o Presidente Robert Mugabe do Zimbabué para servir como Embaixador da Boa Vontade da OMS para ajudar a combater as doenças não transmissíveis em África. Ele disse que o Zimbabué era "um país que coloca a cobertura universal de saúde e a promoção da saúde no centro das suas políticas para fornecer cuidados de saúde a todos". A nomeação de Mugabe foi severamente criticada, com os estados membros da OMS e organizações internacionais dizendo que o sistema de saúde do Zimbabué tinha de facto retrocedido sob o seu regime, bem como apontando os muitos abusos dos direitos humanos de Mugabe. Observou-se também que o próprio Mugabe não utiliza o sistema de saúde do seu próprio país, viajando antes para Singapura para tratamento. Observadores disseram que Tedros estava retribuindo um favor de campanha. Mugabe era presidente da União Africana quando Tedros foi aprovado como único candidato da União Africana num processo obscuro que não considerou alternativas qualificadas como Michel Sidibé do Mali e Awa Marie Coll-Seck do Senegal. Seu julgamento foi amplamente questionado nas redes sociais. O editor-chefe da Lancet, uma importante revista médica, chamou Tedros de "ditador-geral". Após uma condenação generalizada, em 22 de outubro de 2017, Tedros rescindiu o papel de embaixador da boa vontade de Mugabe.
Tedros expressou preocupações sobre o conflito Tigré na Etiópia. Em comentários à Agência Anadolu da Turquia, alguns funcionários do governo etíope acusaram anonimamente Tedros de solicitar apoio para a Frente de Libertação do Povo de Tigray (TPLF) durante o conflito de Tigray em 2020. Acusaram-no de pressionar os órgãos da ONU para que tentassem conter a ofensiva do governo da Etiópia contra a TPLF, bem como de procurar o apoio do Egipto e dos países da África Oriental para o grupo. O Chefe do Estado-Maior da Etiópia, Birhanu Jula Gelalcha, acusou publicamente Tedros de apoiar o grupo e de tentar obter armas para eles em 19 de novembro de 2020. Tedros negou ter solicitado apoio para a TPLF. Em 14 de janeiro de 2022, o governo etíope exigiu que a OMS investigasse Tedros por apoiar a TPLF.

#### Resposta à pandemia de COVID-19
No início de 2020, Tedros supervisionou a gestão da pandemia de COVID-19 pela Organização Mundial da Saúde. Em janeiro de 2020, Tedros reuniu-se com líderes chineses, incluindo o ministro das Relações Exteriores, Wang Yi, e o secretário-geral do Partido Comunista, Xi Jinping, sobre o COVID-19. Em 23 de janeiro de 2020, a OMS declarou que ainda não atingiu o nível de uma emergência internacional, mas que a organização estava acompanhando de perto a evolução do vírus. Durante o anúncio, Tedros disse: "Não se engane, porém, esta é uma emergência na China. Mas ainda não se tornou uma emergência de saúde global. Ainda pode se tornar uma." Em 31 de janeiro de 2020, a OMS declarou o surto de COVID-19 uma Emergência de Saúde Pública de Âmbito Internacional (PHEIC). Durante o anúncio da PHEIC, Tedros afirmou que não havia motivo para limitar o comércio ou as viagens com a China e disse: "Deixe-me ser claro, esta declaração não é um voto de desconfiança na China." Na primeira semana de fevereiro de 2020, Tedros reiterou, de acordo com a OMS e as diretrizes internacionais, que os governos adotassem políticas para impedir a propagação da doença que fossem "baseadas em evidências e consistentes" e não "interferissem desnecessariamente nas viagens e no comércio internacional".
Em 11 de março de 2020, a OMS declarou a COVID-19 uma pandemia. Tedros comentou: "Estamos profundamente preocupados tanto com os níveis alarmantes de propagação e gravidade como com os níveis alarmantes de inação. Portanto, avaliamos que o COVID-19 pode ser caracterizado como uma pandemia." Em março, ele chamou a pandemia de "a crise de saúde global definidora do nosso tempo" e instou os países a aumentarem os testes para o vírus, bem como alertou sobre os danos que o vírus poderia causar nos países pobres. Tedros elogiou a China pelas suas medidas de contenção, descrevendo-as como um "novo padrão para controle de surtos".
Durante a pandemia de COVID-19, alguns funcionários do governo e especialistas em saúde pública acusaram Tedros de não ter declarado a pandemia a tempo e de ter uma relação demasiado estreita com o governo da China. De acordo com a BBC, "embora o Dr. Tedros possa ser político, muito desse esforço político parece ser gasto para tranquilizar governos autoritários e opacos, numa tentativa de fazê-los trabalhar com a OMS para combater doenças que ameaçam a saúde global." Os líderes africanos expressaram apoio à forma como Tedros lidou com a crise da COVID-19, com o presidente sul-africano e presidente da União Africana, Cyril Ramaphosa, afirmando que ele demonstrou "liderança excepcional".
Em 8 de abril de 2020, em resposta à ameaça do presidente Donald Trump de cortar o financiamento dos EUA à OMS, Tedros pediu que o vírus não fosse politizado e apelou à unidade na luta contra o "inimigo comum".
Em 19 de dezembro de 2020, durante o auge da pandemia, a OMS, sob a liderança de Tedros, anunciou que tinha garantido 2 mil milhões de doses de vacinas para distribuição a partir de 2021, uma vez aprovadas pelas agências nacionais. No início daquele mês, disse ele, "o progresso nas vacinas dá-nos um impulso a todos e agora podemos começar a ver a luz no fim do túnel. No entanto, a OMS está preocupada com o facto de haver uma percepção crescente de que a pandemia de COVID-19 acabou".
Em maio de 2022, Tedros comentou que a estratégia zero-COVID não é mais considerada sustentável com base no “comportamento do vírus agora” e nas tendências futuras. O comentário foi suprimido na Internet chinesa.

#### Taiwan e a OMS
Em meio à resposta inicial bem-sucedida de Taiwan à pandemia em 2020, a sua candidatura para ser incluída na OMS ganhou atenção internacional com forte apoio dos Estados Unidos, Japão, Alemanha e Austrália.
Numa entrevista em abril de 2020, o Diretor-Geral Adjunto da OMS, Bruce Aylward, pareceu esquivar-se a uma pergunta da repórter da RTHK, Yvonne Tong, sobre a resposta de Taiwan à pandemia e a inclusão na OMS, pedindo para passar para outra questão. Quando o chat de vídeo foi reiniciado, outra pergunta foi feita a ele sobre Taiwan. Ele respondeu indicando que já haviam discutido a China e encerrou formalmente a entrevista.
Com a tentativa de Taiwan de se juntar à OMS e a controvérsia da entrevista de Aylward como pano de fundo, Tedros disse ter recebido ameaças de morte e comentários racistas que atribuiu a Taiwan com a cumplicidade de seu Ministério das Relações Exteriores, uma alegação que as autoridades taiwanesas negaram veementemente, solicitando uma desculpa. O ministro das Relações Exteriores de Taiwan, Joseph Wu, disse que a alegação não tinha evidências. Os investigadores do Ministério da Justiça de Taiwan supostamente descobriram um esforço de internautas chineses para explorar a controvérsia, “identificando-se falsamente como taiwaneses e emitindo desculpas a Tedros online”.

#### Ucrânia e preconceito branco
Em relação à crise humanitária na Ucrânia, após a invasão russa da Ucrânia em 2022, Tedros disse que a atenção dada ao conflito foi significativamente maior do que outras crises na Etiópia, Iémen, Síria ou Afeganistão e disse que parecia que isto era resultado de um preconceito contra vidas não-brancas.
Em fevereiro de 2023, ele rejeitou as críticas do governo russo de que a OMS estava usando a palavra "invasão" para descrever a invasão da Ucrânia pela Rússia, dizendo que "usei a mesma palavra em um discurso no ano passado. Não consegui encontrar outra palavra. isso representaria isso porque é a verdade."

#### Bloqueio da região de Tigré
No início de outubro de 2021, Mark Lowcock, que liderou o OCHA durante parte da Guerra de Tigré entre o governo etíope e os rebeldes Tigré, afirmou que o governo federal etíope estava deliberadamente matando tigrés de fome. Tedros chamou o bloqueio da Etiópia de "um insulto à nossa humanidade", dizendo "Imagine um bloqueio completo de sete milhões de pessoas por mais de um ano. E não há comida. Não há medicamentos, nem remédios. Não há eletricidade. Sem telecomunicações. Sem mídia."

#### Declaração Mpox
Em 23 de julho de 2022, Tedros declarou o surto de mpox de 2022 uma Emergência de Saúde Pública de Âmbito Internacional (PHEIC), apesar de 9 dos especialistas do comitê discordarem do apelo e apenas 6 a favor.

### Segundo mandato (2022-presente)

#### Proposta de reeleição
Tedros fez planos para buscar a renomeação já em maio de 2021. Em 22 de setembro de 2021, a Alemanha o propôs para um novo mandato sem oposição. Na verdade, até 29 de outubro, ele havia sido nomeado por 28 nações: Áustria, Bahrein, Barbados, Botswana, Ilhas Cook, Croácia, Dinamarca, Estônia, Finlândia, França, Alemanha, Grécia, Hungria, Indonésia, Irlanda, Cazaquistão, Quênia, Luxemburgo, Malta, Países Baixos, Omã, Portugal, Ruanda, Eslováquia, Espanha, Suécia, Tonga e Trinidad e Tobago. Ele estava pronto para um segundo mandato, já que nenhum candidato adversário apareceu. Ele foi renomeado em 24 de maio de 2022, sem oposição para um mandato que estava programado para começar em 16 de agosto de 2022.

#### Demissão do diretor regional Takeshi Kasai
Sob a política de “tolerância zero” de Tedros contra má conduta, o médico Takeshi Kasai foi demitido em 2023 de seu cargo de diretor regional do Pacífico Ocidental, a primeira vez na história da OMS para alguém em uma posição tão elevada. Uma investigação interna descobriu que Kasai se envolveu em humilhações públicas de funcionários e fez comentários como a "cultura inferior" e a "raça" dos países do Pacífico que não tinham capacidade para gerir os casos de COVID-19 por conta própria. Vários trabalhadores também disseram que Kasai compartilhou indevidamente informações confidenciais sobre vacinas para ajudar o Japão, seu país natal. Os observadores observaram que Tedros precisa de aplicar a política de forma mais consistente, mesmo em casos de baixa visibilidade, como relatos de abuso e exploração sexual durante a epidemia de Ébola em Kivu de 2018-2020.

#### No escritório
Em fevereiro de 2023, após os terremotos Turquia-Síria, Ghebreyesus visitou Antakya, Turquia, e Aleppo, Síria, para garantir mais ajuda às áreas afetadas.
Em 2023, alertou sobre o impacto humanitário da guerra no Sudão, dizendo que 40% da população sudanesa sofria de fome.
Em dezembro de 2023, falando sobre a situação no Afeganistão, Ghebreyesus disse que 30% da população afegã enfrentava insegurança alimentar aguda, acrescentando que "Perto de 1 milhão de crianças estão gravemente desnutridas e 2,3 milhões sofrem de desnutrição aguda moderada. A OMS precisa de $ 185 milhões para continuar a fornecer medicamentos e apoiar hospitais para evitar que mais crianças e mulheres afegãs morram de desnutrição e das consequências da insegurança alimentar."

#### Guerra Israel-Hamas
Ghebreyesus condenou o ataque do Hamas a Israel em 7 de outubro de 2023 e apelou à libertação de todos os reféns.
Em 29 de outubro de 2023, Ghebreyesus descreveu como "profundamente preocupantes" os relatórios do Crescente Vermelho Palestino de que o hospital al-Quds havia recebido um aviso de evacuação urgente e o aviso de que "seria bombardeado" como "profundamente preocupante". Reiterou que era “impossível evacuar hospitais cheios de pacientes sem pôr em risco as suas vidas”. Ele disse no X que estava "totalmente chocado com relatos de ataques a ambulâncias que evacuavam pacientes", acrescentando que os pacientes, profissionais de saúde e instalações médicas devem ser sempre protegidos.
Em dezembro de 2023, ele criticou o bloqueio de Israel à Faixa de Gaza, dizendo que “o reabastecimento das instalações de saúde tornou-se extremamente difícil e está profundamente comprometido pela situação de segurança no terreno e pelo reabastecimento inadequado de fora de Gaza”.
Em janeiro de 2024, Ghebreyesus descreveu as condições em Gaza como “infernais”. Ele pediu um cessar-fogo e uma “verdadeira solução” para o conflito Israel-Palestina.
Em 26 de dezembro de 2024, Tedros foi apanhado num ataque aéreo israelita no Aeroporto Internacional de Sanaa, no Iémen, enquanto visitava o país em missão oficial. Mais tarde, desenvolveu zumbido devido às explosões.

## Honrarias
- 1999: Sociedade Americana de Medicina Tropical e Higiene, Jovem Pesquisador do Ano[138]
- 2003: Associação Etíope de Saúde Pública, Prêmio Jovem Pesquisador em Saúde Pública[139]
- 2011: Fundação Nacional para Doenças Infecciosas, Prêmio Humanitário Jimmy e Rosalynn Carter[140]
- 2012: London School of Hygiene & Tropical Medicine, fellow honorário[141]
- 2012: Revista Wired, Uma das 50 pessoas que mudarão o mundo em 2012[142]
- 2012: Universidade Yale, Palestra Stanley T. Woodward[143]
- 2015: Revista New African , Um dos 100 africanos mais influentes de 2015
- 2016: Conferência Women Deliver, Prêmio Women Deliver de Perseverança[144]
- 2018: Universidade de Umeå, Faculdade de Medicina, Doutorado Honorário[145]
- 2019: Universidade de Newcastle, grau honorário[146]
- 2020: African leadership magazine, Prêmio Africano do Ano 2020[147]
- 2021: Universidade de Nottingham, cátedra honorária[148]
- 2021: Medalha Internacional Nizami Ganjavi[149]
- 2022: Prêmio Humanitário Ubuntu , 6º Prêmio Ubuntu, Prêmio Humanitário Especial Ubuntu[150]
- 2022: Universidade de Edimburgo, Doutorado honoris causa[151]
- 2022: Fellow da Royal Society[152]
- 2023: Universidade de Michigan, Medalha Thomas Francis Jr. em Saúde Pública Global[153]
- 2024: Universidade de Glasgow, grau honorário[154]
- 2024: Universidade de Groningen, Doutorado honorário[155]
- 2024: Universidade de Nicósia, Doutorado Honoris Causa[156]
- 2025: Revista TIME, Uma das 100 pessoas mais influentes de 2025[157]